# Vaquer gegant
El vaquer gegant (Molothrus oryzivorus) és un ocell de la família dels ictèrids (Icteridae).

## Hàbitat i distribució
Habita les sabanes, bosc obert, terres de conreu i vegetació secundària de les terres baixes i muntanyes des de Mèxic, a Veracruz, nord d'Oaxaca, Tabasco, Chiapas i sud de Quintana Roo, cap al sud, pel vessant del Carib fins Hondures, ambdues vessants de Nicaragua, Costa Rica i Panamà i des de Colòmbia, Veneçuela, Trinitat i les Guaianes cap al sud, per l'oest dels Andes, fins al nord-oest del Perú i, fins l'est del Perú, Bolívia, est de Paraguai, nord-est de l'Argentina i l'Amazònia, centre i est del Brasil.